# Psechrus senoculatus
Espèce
Synonymes
- Psechrus senoculata Yin, Wang & Zhang, 1985

Psechrus senoculatus est une espèce d'araignées aranéomorphes de la famille des Psechridae.

## Distribution
Cette espèce est endémique de Chine,. Elle se rencontre au Jiangsu, au Zhejiang, au Hubei, au Shaanxi, au Sichuan, au Guizhou et au Hunan.

## Publication originale
- Yin, Wang & Zhang, 1985 : Study on the spider genera Psechrus from China. Journal of Hunan Normal University (Natural Science Edition), vol. 1985, no 1, p. 19-27.